# Scottie Barnes
Scott Wayne Barnes Jr (ur. 1 sierpnia 2001 w West Palm Beach) – amerykański koszykarz, występujący na pozycji silnego skrzydłowego, obecnie zawodnik Toronto Raptors.
W 2017 zajął siódme miejsce w turnieju Adidas Nations. W 2020 wystąpił w meczach gwiazd amerykańskich szkół średnich – McDonald’s All-American, Jordan Brand Classic, Nike Hoop Summit.

## Osiągnięcia
Stan na 1 czerwca 2024, na podstawie, o ile nie zaznaczono inaczej.
NCAA
- Uczestnik rozgrywek Sweet 16 turnieju NCAA (2021)
- Najlepszy:
  - rezerwowy roku konferencji Atlantic Coast (ACC – 2021)
  - pierwszoroczny zawodnik ACC (2021)[5]
- Zaliczony do:
  - I składu:
    - najlepszych pierwszorocznych zawodników ACC (2021)
    - turnieju ACC (2021)

  - III składu ACC (2021)
  - składu honorable mention All-American  (2021 przez Associated Press)
- debiutant tygodnia ACC (14.12.2020, 15.02.2021)

NBA
- Debiutant roku NBA (2022)[6]
- Zaliczony do I składu debiutantów NBA (2022)[7]
- Zwycięzca turnieju drużynowego Jordan Rising Stars (2023)[8]
- Finalista konkursu Skills Challenge (2022)[9]
- Uczestnik:
  - meczu gwiazd NBA (2024)[a]
  - turnieju Rising Stars Challenge (2022[11], 2023)
  - konkursu drużynowego KIA Skills Challenge (2024)[12]

Reprezentacja
- Mistrz:
  - świata:
    - U–19 (2019)
    - U–17 (2018)

  - Ameryki U–16 (2017)